# Jan Peré
Jan Peré (Antwerpen, 22 mei 1929) is een Vlaams acteur. Hij studeerde aan het Koninklijk Conservatorium Brussel en het Koninklijk Conservatorium Antwerpen. Bij Cinéma édition production Brussel vond in 1953 zijn acteerdebuut plaats.
Peré speelde in diverse theaterproducties. In Richard II vertolkte hij de titelrol, en in De vrek speelde hij Harpagon. In 1968 speelde Peré een rol in de film Un soir, un train. Daarnaast was hij actief als hoorspelacteur in onder andere De vertraagde film (Herman Teirlinck - Frans Roggen, 1967), Een geluk dat we geld hebben (Kirsti Hakkarainen - Jos Joos, 1969) en Een bruiloftsdag (Paolo Levi - Herman Niels, 1970). Tevens speelde hij een gastrol in Wij, Heren van Zichem, waar hij pater Bernardus speelde, die Wannes Rasp bijstond in zijn laatste uren.
Als theateracteur was Peré verbonden aan Schouwtoneel Brussel, Het Nederlands Kamertoneel Antwerpen en de Nieuwe Komedie (1961-1963).